# Santa Maria (Rivotorto)

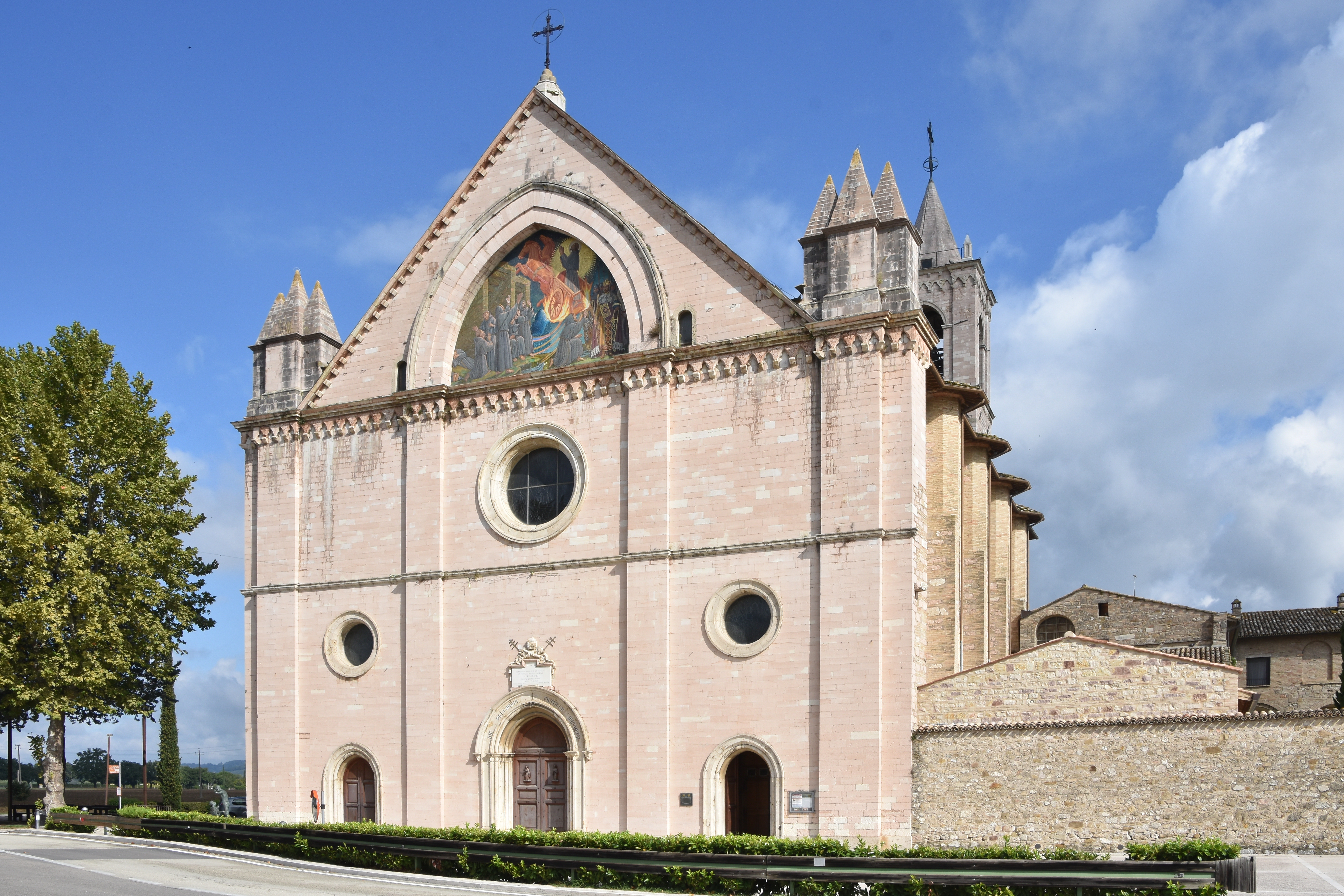
Santa Maria (Rivotorto)

Die Kirche Santa Maria (auch: Santuario di Rivotorto oder Santuario del Sacro Tugurio di Rivotorto) ist eine römisch-katholische Pfarrkirche und Wallfahrtskirche in Rivotorto, Ortsteil der italienischen Gemeinde Assisi, in der Provinz Perugia. Die Kirche birgt im Innern die „Heilige Hütte“ (italienisch: Sacro Tugurio), den ersten Wohnort der Bruderschaft um Franz von Assisi. Sie gehört als Gedenkstätte des Heiligen seit dem Jahr 2000 zum Welterbe in Italien des UNESCO-Welterbes. Die Kirche gehört zur Pfarrei Rivotorto und Capodacqua. Seit 2005 untersteht sie dem Bistum Assisi-Nocera Umbra-Gualdo Tadino und nicht mehr dem Franziskanerorden.

## Lage und Patrozinium

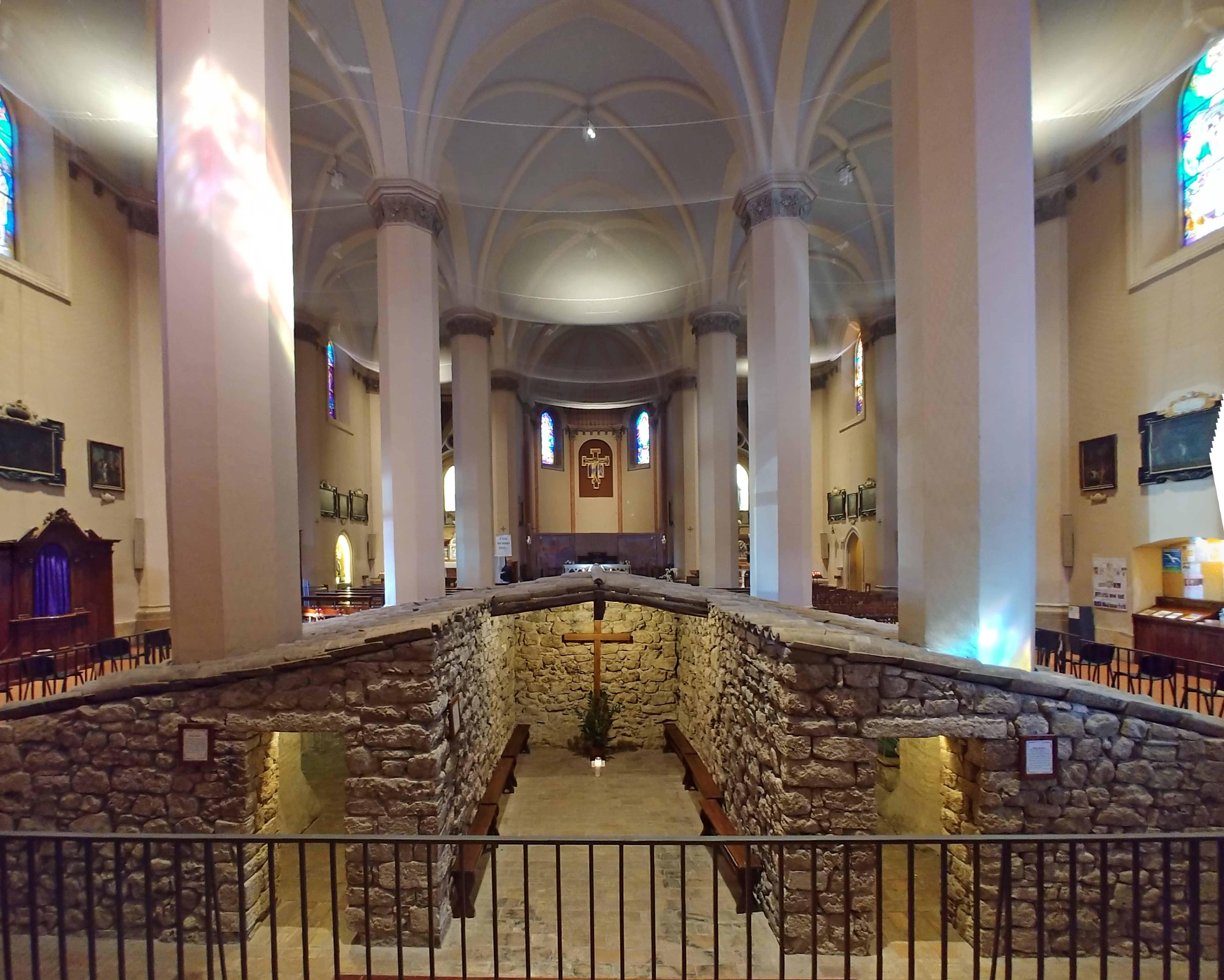
Santa Maria (Rivotorto) Heilige Hütte

Die Kirche steht drei Kilometer südöstlich Assisi in der Ebene (Via della Regola 2). Sie ist zu Ehren der Muttergottes geweiht. An die Kirche grenzt ein Franziskanerkloster.

## Geschichte
Aus der Schrift Vita prima S. Francisci des Thomas von Celano, aus dem Spiegel der Vollkommenheit (Speculum perfectionis) des Ordensbruders Leo und aus der Dreigefährtenlegende geht hervor, dass Franz von Assisi mit seiner Bruderschaft (darunter Bernhard von Quintavalle und Pietro Catanii) um 1208 zuerst in einer verfallenen Hütte (später: Sacro Tugurio, „Heilige Hütte“) in Rivotorto lebte, bevor sie zur Portiuncula umzogen. Auch die Abfassung der ersten Ordensregel und ihre Bestätigung durch Papst Innozenz III. ist in der Legende an die Zeit des Aufenthalts in Rivotorto geknüpft, weshalb seit 1945 jährlich am ersten Sonntag nach Ostern das Fest der Ordensregel gefeiert wird.
Die Hütte wurde zwei Jahrhunderte lang von Eremiten genutzt. Ab 1455 war Messfeier in einer Kapelle genehmigt. Eine größere Kirche mit Klostergebäuden wurde im frühen 17. Jahrhundert errichtet und 1854 durch ein Erdbeben zerstört. Von 1860 bis 1880 kam es zum Bau einer neugotischen Kirche mit Glockenturm, in deren Innerem die Heilige Hütte rekonstruiert und 1926 auf die ursprüngliche Einfachheit zurückgebaut wurde.

## Ausstattung

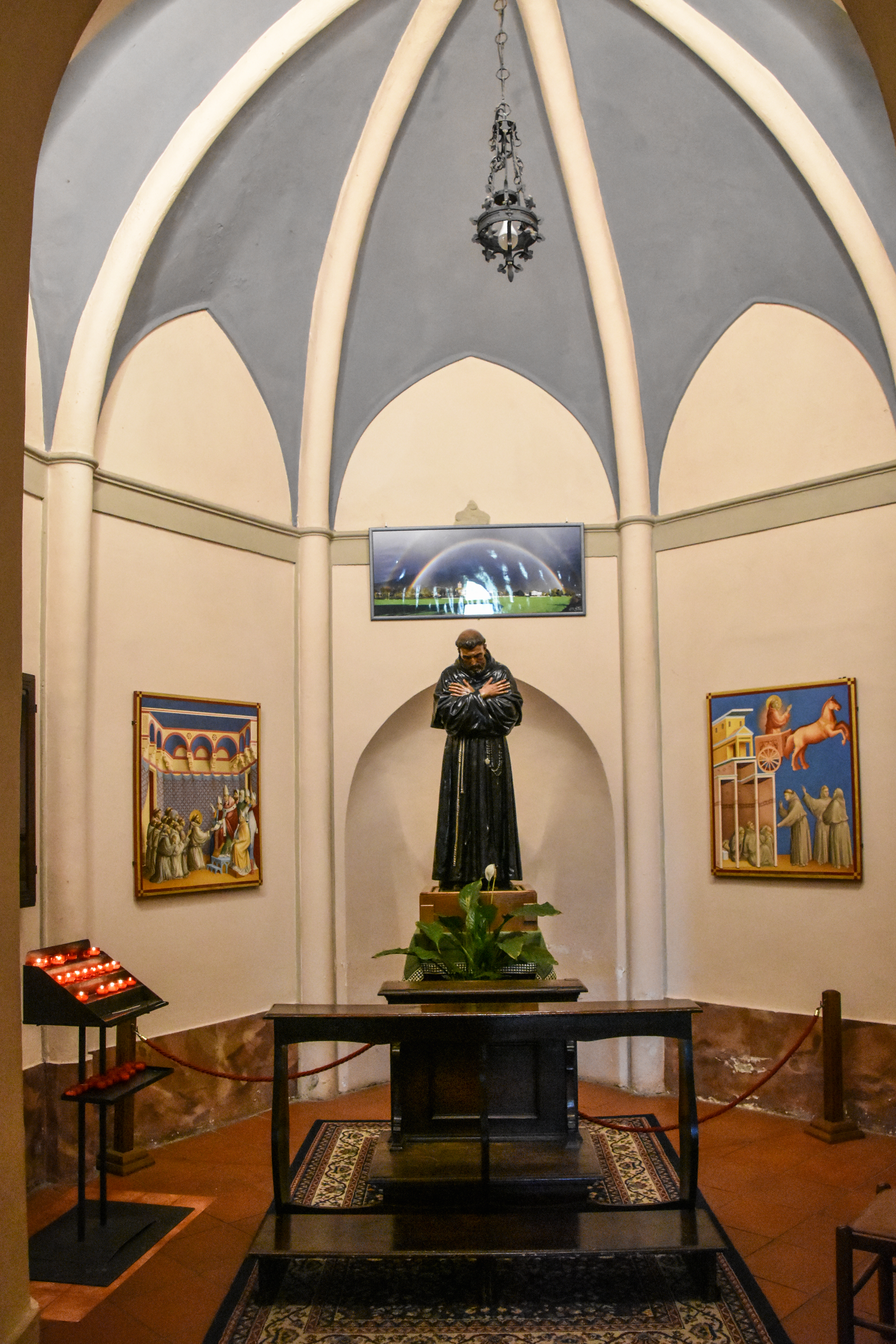
Santa Maria (Rivotorto)

Über dem Haupteingang liest man die Inschrift Hic primordia Fratrum minorum (Hier sind die Anfänge des Franziskanerordens). Den oberen Fassadenabschluss schmückt eine farbige Darstellung der Feuerwagenvision entsprechend der Legenda Maior (IV, 4) des Bonaventura. Im Kircheninneren befinden sich 12 Ölgemälde von Cesare Sermei (1581–1668) mit Darstellungen aus der Hüttenzeit der Minderbrüder. Sie wurden nach dem Erdbeben geborgen. Vier weitere waren zerstört.